# Py2exe
py2exe は、プログラミング言語Pythonの拡張機能であり、PythonのスクリプトをWindowsの実行可能ファイル（.exeファイル）に変換する機能を提供する。これによって作られた実行可能ファイルは、Pythonのランタイムや必要なライブラリが埋め込まれるため、Pythonがインストールされていない環境で実行できる。
py2exeの利用例としては、BitTorrentの公式クライアント（version 6.0以前）やSpamBayesが挙げられる。